# 羅興亞人衝突
羅興亞人衝突是指1948年緬甸独立后開始的聖戰者恐怖主義運動，目標是把若開邦靠近孟加拉一方羅興亞人居住區併入新成立的東巴基斯坦。羅兴亚人主要是移居緬甸的孟加拉穆斯林，因為宗教、文化及種族差異，被緬甸政府拒絕承認及接納为国民，亦不享有公民权利。缅甸一直希望把他們強行遣返孟加拉国，而孟加拉国亦遣返大量難民到缅甸，鄰国泰国及马来西亚亦拒絕接收他們。

## 历史
在二次大戰日軍入侵和佔領緬甸時，羅興亞人與英國人合作，這場戰爭引起了阿拉干的穆斯林和佛教徒之間的社區間衝突。穆斯林從日本控制的佛教徒佔多數的地區逃往穆斯林占主導地位的北部阿拉干地區，其中許多人被殺害。作為回報，穆斯林進行了“反向種族清洗”。穆斯林的襲擊導致佛教徒逃往阿拉干南部。穆斯林村民對佛教徒的襲擊也引起了報復。隨著他們在整個阿拉干北部的地位得到鞏固，羅興亞人對日本的合作者，特別是佛教徒進行了報復。雖然第二次世界大戰後對阿拉干的穆斯林進行了非官方的具體承諾。像安德魯·歐文這樣的孟加拉V支隊官員表達了對穆斯林忠誠度的熱情。羅興亞領導人認為，英國曾向他們許諾在孟都地區建立一個“穆斯林國家”。他們更是質疑未來佛教徒主導的政府。 
1946年5月，緬甸阿拉干地區的穆斯林領導人會晤了巴基斯坦創始人穆罕默德·阿里·真納，並要求正式吞併若開墨玉半島的孟都和布迪当。真納拒絕，說他不能干涉緬甸的內部事務。在真納拒絕後，阿拉干的穆斯林向新成立的緬甸政府提出了建議，要求把這兩個鄉鎮讓給東巴基斯坦。這些建議被緬甸議會否決。
在1948年缅甸独立后，短短幾年內，穆賈希德（圣战者）叛軍取得了飛速的進展，並驅逐了若開人村民離開穆斯林佔多数的孟都和布迪当，1948年11月，政府在該地區宣布戒嚴，並派遣第5營緬甸步槍和第2欽營解放該地區。1949年6月，穆賈希德幾乎控制了全阿拉干地區。緬甸政府的控制減少到僅剩實兑，緬甸政府指責聖戰者鼓勵數以千計的孟加拉人從東巴基斯坦偷渡缅甸，意圖使該地脫離緬甸。
1948年缅甸軍方開始鎮壓他们，互有勝負。經過幾個月的戰鬥，緬甸軍隊能夠將聖戰者推回到靠近該國東巴基斯坦邊境的墨玉地區的叢林中。在20世紀60年代開始，叛亂分子認為不再有任何希望，於是陸續投降交出他們的武器。在1954年下半年，聖戰者再次開始襲擊駐紮在孟都，布迪当和拉代當周圍的地方政府當局和軍事單位。為了抗議，數百名若開族佛教僧侶在仰光開始絕食抗議，並回應政府於1954年10月啟動季風行動。緬甸國防軍設法佔領了聖戰者的主要據點並成功殺死了他們的幾個領導人。該行動成功地減少了聖戰者在該地區的影響和支持。
在20世紀60年代初，緬甸政府實施各種政策後，聖戰者開始失去動力。緬甸和巴基斯坦政府（當時孟加拉國是其中的一部分）開始就如何處理其邊境的反叛分子進行談判。1961年5月1日，在阿拉干為羅興亞人建立了墨玉邊疆區。1961年7月4日，位於孟都镇区南部的290名聖戰者組織在緬甸軍隊當時的副總司令昂基準將面前交出了武器。1961年11月15日，剩下的少數聖戰者向布迪当東部地區的守將投降。
當時仍有少數羅興亞武裝分子拒絕投降，但這些團體缺乏地方支持和統一的意識形態，導致他們在20世紀60年代末成為稻米走私者。
在20世紀70年代，孟加拉解放戰爭期間他們恢复活動，遭缅甸大力镇壓，即龍王行動，造成佛教與回教衝突和孟加拉關係緊張（許多穆斯林難民逃往鄰國孟加拉國）。
20世紀90年代起，恐怖組織羅興亞團結組織在緬甸與孟加拉國邊界附近襲擊緬甸當局並多次與佛教徒衝突。
2016年緬甸羅興亞人危機期間，因應緬甸政权更替，武装組織恢复活動，遭缅甸大力镇壓，目前暴力衝突已造成超過240人死亡，約25萬流亡及成为難民，而东南亚多国拒絕接收難民。